# 切拉腊
切拉腊（義大利語：Cellara），是意大利科森扎省的一个市镇。总面积5平方公里，人口507人，人口密度101.4人/平方公里（2009年）。ISTAT代码为078035。